# Melbourne Museum

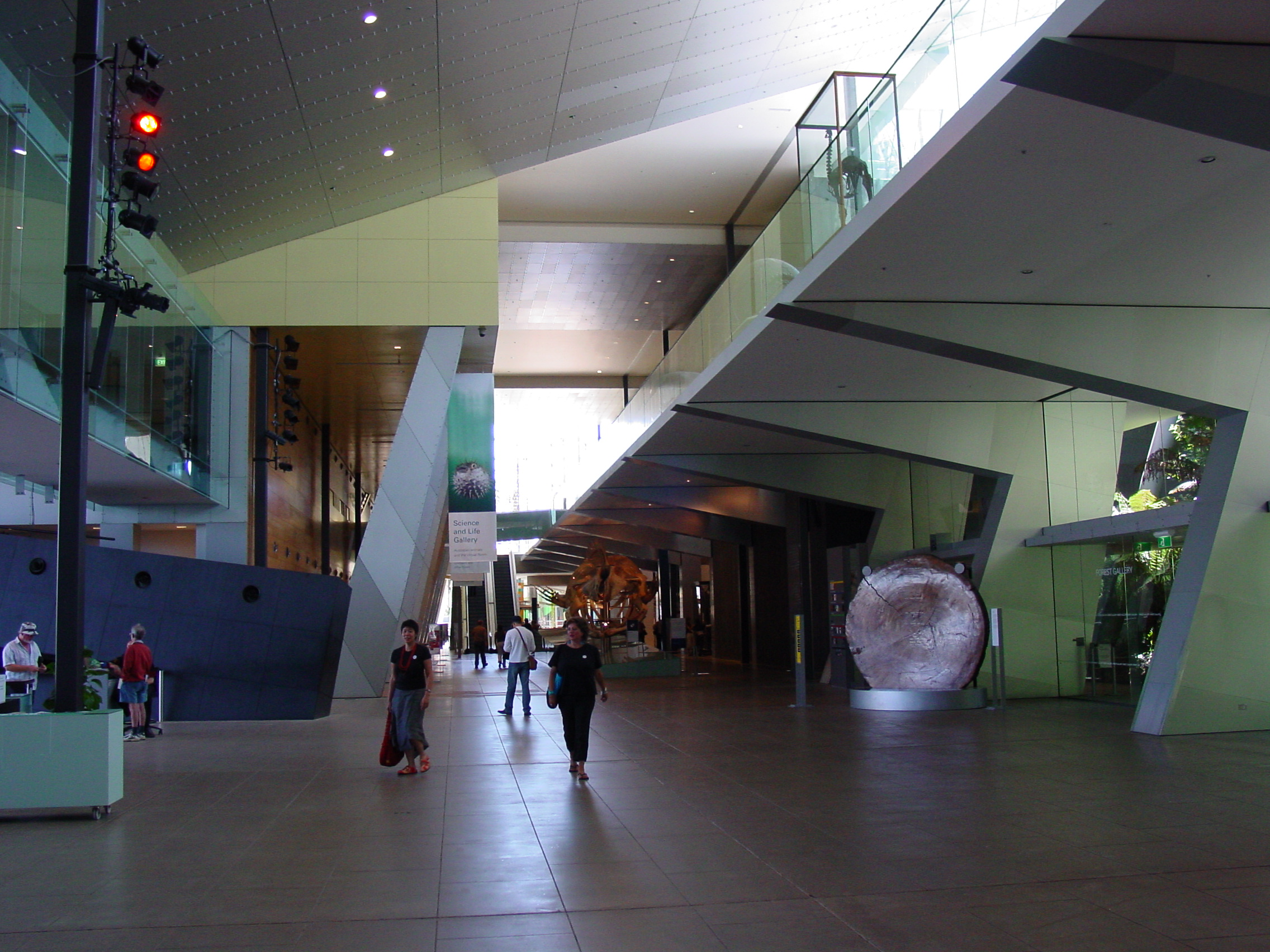
Eingangsbereich

Das Melbourne Museum in den Carlton Gardens von Melbourne ist das größte Museum der südlichen Hemisphäre. Es wurde im November 2000 eröffnet. Es gehört zum Museum Victoria, in dem mehrere Museen des Bundesstaats in Melbourne zusammengefasst wurden wie das Scienceworks Museum (Wissenschaftsmuseum) und das Immigration Museum (Einwanderung) und die Royal Exhibition Hall (für große Ausstellungen).
Der architektonisch anspruchsvolle Bau beherbergt auf rund 80.000 Quadratmetern über 16 Millionen Exponate. Eine bedeutende Attraktion ist die 30 Meter hohe Forrest Gallery, in der 82 Pflanzen- und 25 Tierarten vorhanden sind. Ausgestellt werden unter anderem eine ganze Reihe australischer und chinesischer Dinosaurier, unter anderem Tarbosaurus, Gallimimus, Hypsilophodon, Mamenchisaurus, Tsintaosaurus, ein Hadrosaurier, Muttaburrasaurus und Pteranodon. Außerdem unter anderem Anomalocaris aus der Burgess-Fauna, das Skelett eines Diprotodon und ein Skelett eines Zwergblauwals. Es beherbergt auch die Völkerkunde (unter anderem Aborigines) Sammlungen, Ägyptologische Sammlungen und ein Imax Kino.

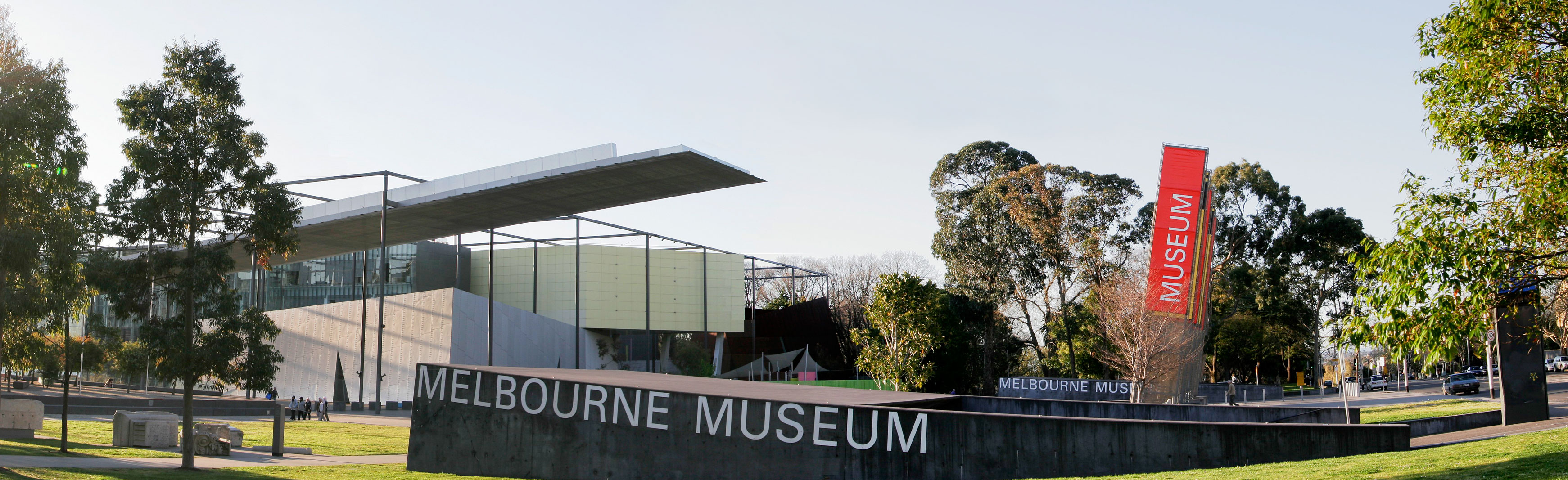
Melbourne Museum in Außenansicht

Es wurde 1854 als Naturkundemuseum vom Paläontologen Frederick McCoy (1817–1899), Professor für Naturgeschichte an der University of Melbourne und vorher Assistent des Geologen Adam Sedgwick in Cambridge, gegründet. Ab 1858 war er erster Direktor des damaligen National Museum of Victoria. 1983 entstand durch Verschmelzung mit dem Technikmuseum das Museum of Victoria, das 1998 in Museum Victoria umbenannt wurde. Daraus ging dann das Melbourne Museum hervor, das ursprünglich an anderer Stelle in einem Gebäudekomplex mit der Staatsbibliothek lag. Als diese sich erweiterte zog es aber um und eröffnete 2000 an der neuen Stelle. 